# Funk (Musik)

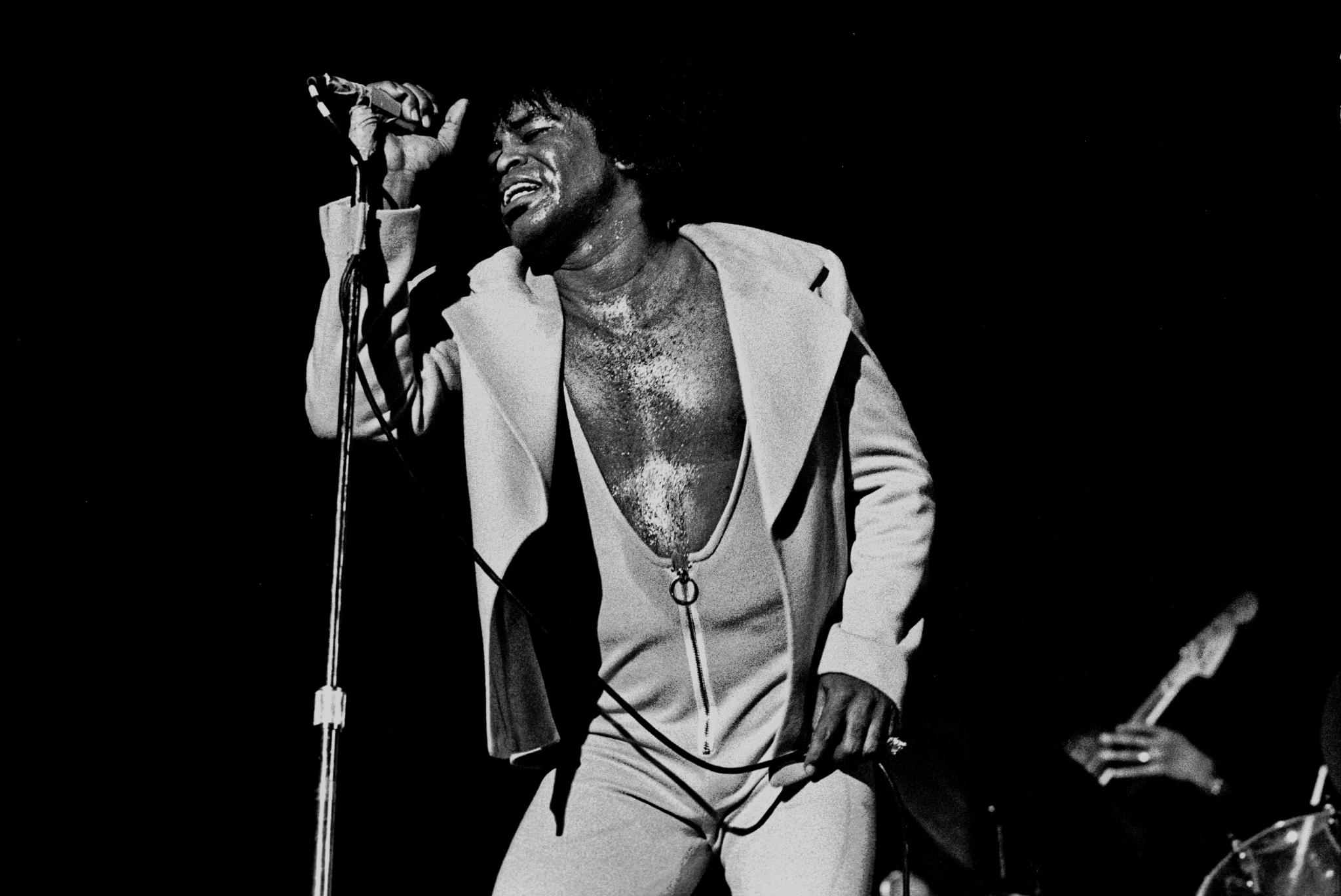
James Brown, 1973

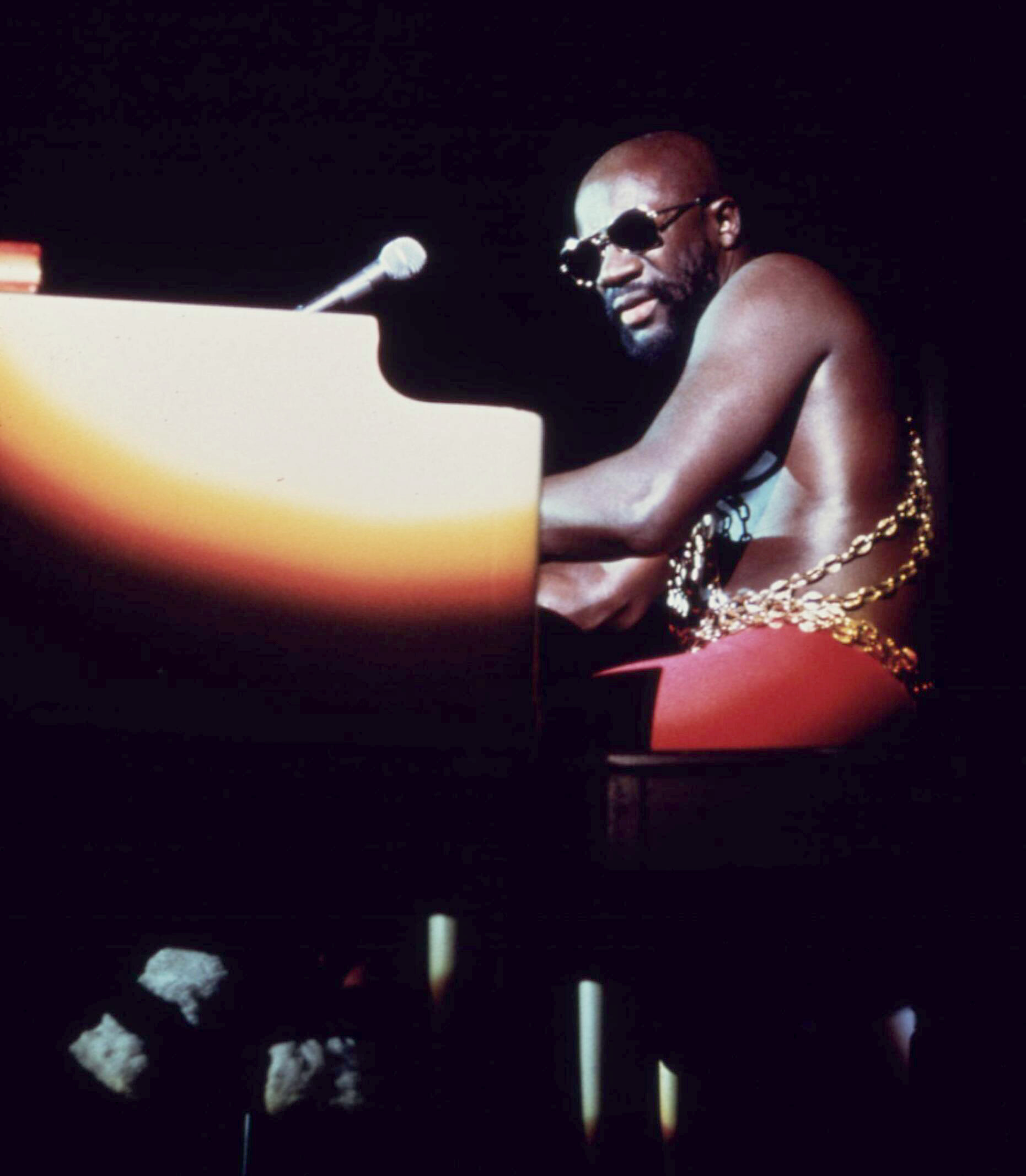
Isaac Hayes, 1973

Funk ist der Oberbegriff für eine Spielart ursprünglich afroamerikanischer Musik, die sich Ende der 1960er Jahre aus verschiedenen Einflüssen des Soul, Rhythm and Blues und Jazz entwickelt hat. Sie hat dann wiederum Musikstile wie Disco, Hip-Hop und House stark geprägt und beeinflusst. Wesentliche Stilmerkmale des originären Funk sind eine repetitive Grundrhythmik, die den in allen R&B-Stilen üblichen Offbeat mit einer Betonung auf „eins“ polyrhythmisch verbindet, synkopische Basslinien sowie akzentuierte Bläsersätze und Rhythmusgitarre im Zusammenspiel mit Soul-Gesang. 
Charakterisierend für den Funk wurde zudem eine dem Gesang in Prägnanz und Melodik ebenbürtige Basslinie, dies ist vielleicht die herausragende Innovation des Funk. Die ihm zu Grunde liegende Idee, dass jedes Instrument und auch der Gesang als Rhythmus-Instrument verstanden wurde, wirkte sich dahingehend aus, dass das Schlagzeug in der klassischen Funk-Musik auffallend minimalistisch und „trocken“ zum Einsatz kommt. Größere Popularität erlangte der Funk erstmals durch die Musik von James Brown und Sly Stone.

## Herkunft des Wortes

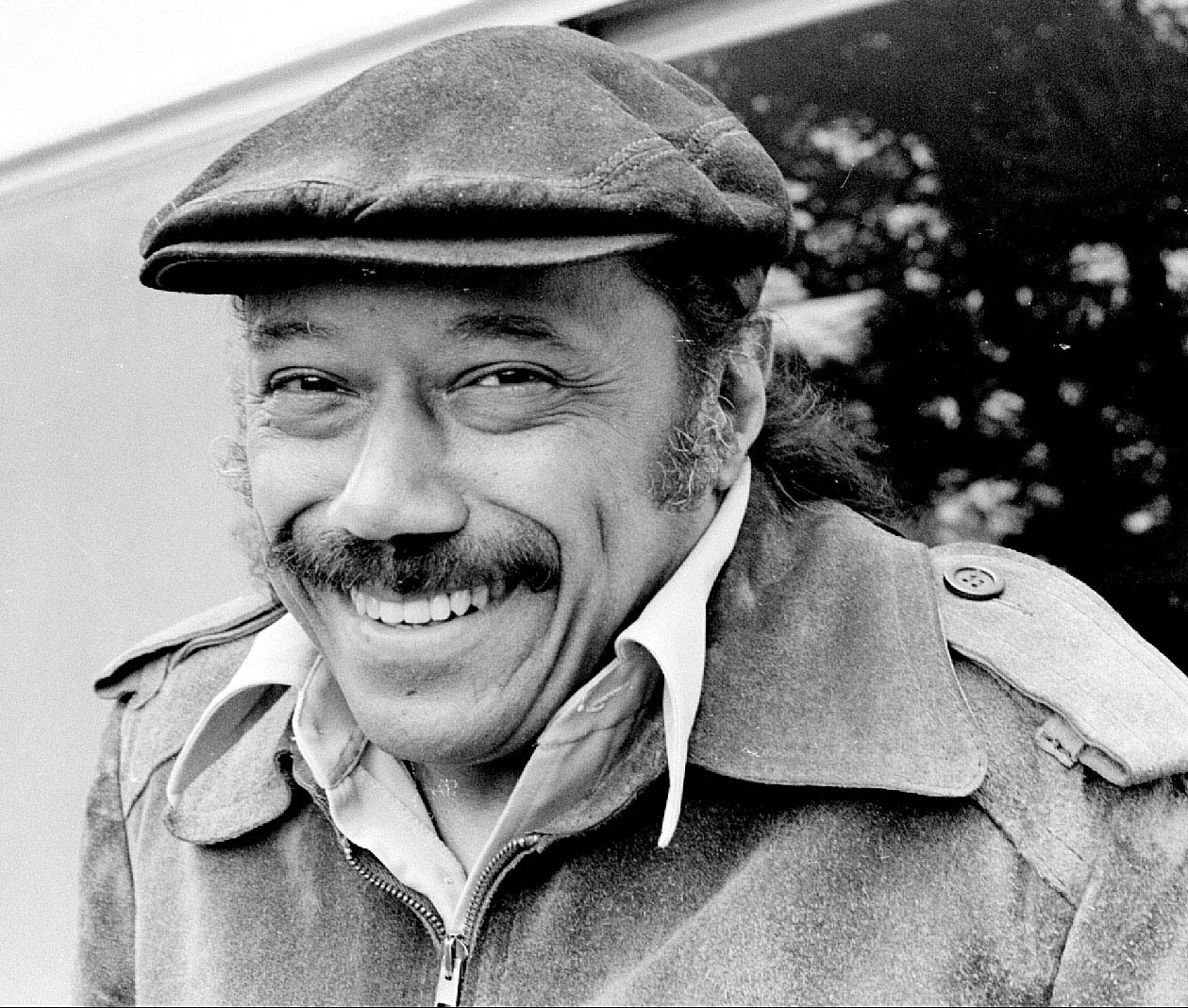
Horace Silver (1989)

Die Bedeutung des Begriffes Funk geht auf afroamerikanischen Slang der 1950er Jahre zurück, in dem funky ein Synonym für „erdig“, „schmutzig“ oder auch „erregt“ war. Die anfängliche Bedeutung des Wortes war Rauch, schlechter Geruch. Erstmals im Zusammenhang mit afroamerikanischer Musik erscheint der Begriff um 1900 in einem (in Aufnahmen nicht überlieferten) Proto-Jazz-Stück von Buddy Bolden, das, der Überlieferung nach, entweder den Titel „Funky Butt“ oder aber „Buddy Bolden’s Blues“ hatte (von einem festen Titel ist für diese Zeit nicht auszugehen), wobei sich das „funky butt“ (stinkiger Hintern) im Text auf die schweißgetränkte Atmosphäre in den Tanzlokalen bezog, in denen Boldens Band aufspielte.
Bereits in den 1950er und 1960er Jahren tauchte die Umschreibung funky im Jazz auf. Frühe Beispiele hierfür sind Horace Silvers Komposition Opus de Funk (1954), Funk in Deep Freeze von Hank Mobley, Funk’s Oats von Jimmy Smith, Funky von Gene Ammons und Funky von Clark Terry (alle 1957) sowie Funk-Cosity von Kenny Drew und Pure D. Funk von Donald Byrd (beide 1960). Alfred Lion vom Label Blue Note Records bezeichnete Horace Silvers Musik 1964 als „funky“.

“The term “funky” in the jazz vocabulary means bluesy or down-to-earth. My music has been termed “funky” by jazz critics and fans. I remember showing my dad an article written about me in Downbeat magazine, which said that I was funky. Dad read this and was greatly offended. He said, “What do they mean, you’re funky? You take a bath every day.” He didn’t know the jazz meaning of the word.”

„Der Begriff „funky“ bedeutet im Jazz-Vokabular bluesig oder bodenständig. Meine Musik wurde von Jazzkritikern und -fans als „funky“ bezeichnet. Ich erinnere mich, dass ich meinem Vater mal einen Artikel über mich in der Zeitschrift Downbeat zeigte, in dem stand, ich sei „funky“. Mein Vater las das und war sehr beleidigt. Er sagte: „Was meinen die damit, du seiest schmutzig? Du nimmst jeden Tag ein Bad.“ Er kannte die Jazz-Bedeutung des Wortes nicht.“

Damals wurde – beispielsweise von Carlo Bohländer – der Soul-Jazz als funkige Jazzspielart verstanden. Eine der ersten Bands, die jenseits des Jazz Lieder in der Spielrichtung Funk veröffentlichte, waren die Isley Brothers. Als eigenständiges Musikgenre ist Funk jedoch erst seit Ende der 1960er Jahre definiert, als Musiker und Bands wie James Brown, Sly & the Family Stone, Tower of Power und The Meters diesem Stil zum Durchbruch verhalfen.

## Entstehung und Entwicklung

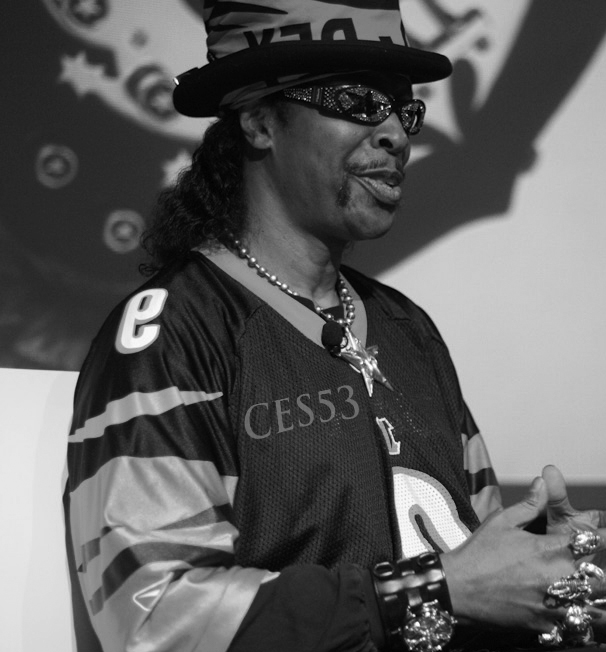
Bootsy Collins

Wie oft in der Musik besteht Streit über die Entstehung eines Musikstils, so auch beim Funk. Betrachtet man aber den Ablauf der Geschichte um diesen Musikstil unter Beachtung des Zeitpunktes einer breiten Popularisierung, wird man wohl vor allen anderen James Brown und Sly Stone nennen müssen, die bereits damals mit den genannten stilistischen Mitteln die Grundzutaten für den Funk festgelegt haben. Prinzipiell ist in der Geschichte der westlichen Popmusik Funk der erste Moment, bei dem in der musikalischen Rangfolge (in Bezug auf die Melodie) mehr und mehr der Rhythmus in den Vordergrund drang. Die eher untergeordnete Begleitrhythmik wurde, synkopisiert, zum musikalischen Hauptelement. Die Geburtsstunde des Funk wird daher heute mehrheitlich auf die Veröffentlichung des Titels Papa’s Got a Brand New Bag von James Brown im Jahre 1965 festgelegt. Er bestimmte die Art, ein Instrument zu spielen, wie die Slaptechnik auf dem Bass von Larry Graham (damals Bassist bei Sly Stone, wie im Woodstock-Film zu sehen ist) oder Bootsy Collins (damals Bassist bei James Brown), die gestochenen Bläsersätze von Maceo Parker (Saxophon) und Fred Wesley (Posaune), die mit weiteren Bläsern die J.B.'s bei James Brown bzw. die Horny Horns bei George Clinton bildeten.
All das fand zu dieser Zeit seinen Ursprung und wurde von ebendiesen Musikern, als sie die Bands verließen, in neuen Projekten in die Welt hinausgetragen. Viele Musiker, größtenteils aus der afroamerikanischen Bevölkerung Amerikas, waren inspiriert durch diese Wurzeln, und so fanden sich Ende der 1960er bereits unzählige Funkbands auf den Bühnen ein. Einflussreich war die Musikszene in Dayton, Ohio. Ursprünglich auch Ausdruck afroamerikanischen Bewusstseins, mit großem Einfluss durch James Brown, wurde der Funk im Verlauf der Jahre, auch bedingt durch veränderte Produktionstechniken (Synthesizer, Drumcomputer) zunehmend kommerzialisiert, und so mündete der Mainstream innerhalb des Funk in die Disco-Musik. Einige Musiker erkannten bereits sehr früh diese Entwicklung, wandten sich ab und begründeten Unterarten des Funk, wie zum Beispiel George Clinton den P-Funk mit den Bands Parliament und Funkadelic, die eine komplette eigene Welt mit eigenen Charakteren entwickelten, die sie bei ihren Auftritten auf der Bühne auch selbst verkörperten (P-Funk-Mythologie).
Auch die Bühnenshows und Outfits von Funkbands fanden ihre Ursprünge in denen von James Brown. Von Uniformen über weite, legere und farbenfrohe Outfits bis hin zu einheitlichen hautengen Overalls, die komplett mit Pailletten bestickt waren – und sogar zu derart aufwendigen Kostümen, wie sie üblicherweise nur zum Karneval in Rio getragen werden. Gerade Parliament waren für ihre Shows bekannt, in denen komplette UFOs auf der Bühne landeten und die bizarrsten Gestalten, allen voran das Starchild (siehe P-Funk-Mythologie), ihre Mission begannen, den Funk unters Volk zu bringen („Spread the Funk worldwide“).
Mit der Zeit bildeten sich stilistische Inseln im Funk, die sich mit ihrem ganz eigenen Sound mehr und mehr klar gegen die anderen abgrenzten. Funkrock, Funkpop, Jazzfunk und andere Sparten entstanden und erfreuen sich auch heute noch großer Beliebtheit, obwohl der kommerzielle Erfolg sich selten einstellte. Obwohl der Funk geschichtlich gesehen seinen Höhepunkt Ende der 1960er bis Mitte der 1970er hatte, muss man feststellen, dass er bis heute immer noch weitreichend verbreitet ist und sowohl in abgewandelter als auch in ursprünglicher Form die Grundlagen für die vielen nachfolgenden Stilrichtungen, wie zum Beispiel den Hip-Hop und den New R&B bildet. Viele Super- und Megastars der 1980er und 1990er, wie beispielsweise Prince, nannten den Funk als ihren Ursprung und haben ihn in neuen Stilarten weitergeführt und ihn so auch einem breiten Publikum in der weißen Bevölkerung nahegebracht.
2018 eröffnete in Dayton, Ohio das Funk Music Hall of Fame and Exhibition Center, um die Entwicklung dieses Stils zu präsentieren.

## Funk in Verbindung mit anderen Genres

### Jazz und Fusion

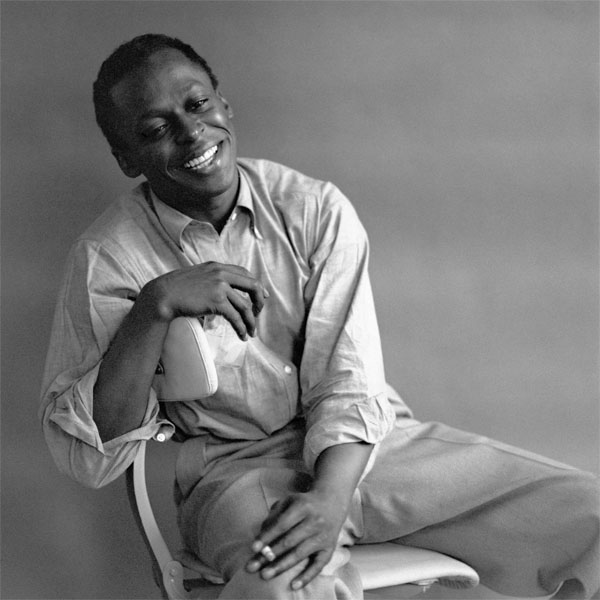
Miles Davis Mitte der 1950er Jahre

Von Anfang an beeinflussten sich Funk und Jazz wechselseitig. Jazzmusiker wie Herbie Hancock, Miles Davis, Marcus Miller, George Duke, Stanley Clarke, die Brüder Michael und Randy Brecker und viele andere machten immer wieder mit Funkproduktionen auf sich aufmerksam. Dabei wurden auch oft Jazzstandards als Funkstücke interpretiert. Insbesondere Herbie Hancock gab dem Funk Mitte der 1970er Jahre mit seiner Band Headhunters eine neue Richtung und wirkte wegweisend für die Verbindung von Funk mit anderen Musikstilen, wie etwa der elektronischen Musik und dem Hip-Hop.
Starken Einfluss auf Miles Davis’ musikalische Vorlieben hatte seine damalige Frau Betty Davis, die Jimi Hendrix zu ihren Lieblingsmusikern zählte und ihn mit der Musik von Sly Stone bekannt machte. Betty Davis selbst wird häufig als „Queen of Funk“ bezeichnet und war in den 70ern selbst eine erfolgreiche Funk-Musikerin.
Die Mischung von Jazz mit Funk- und Rockmusik wird als Fusion bezeichnet, wobei man früher zwischen Jazzrock und Jazzfunk unterschied. Seit Ende der 1980er setzen die britischen Bands Brand New Heavies und Jamiroquai auf Acid Jazz, der wie der Funk rhythmisch ebenfalls oft auf die Eins betont.

### Einflüsse aus typisch afrikanischer Musik
Der nigerianische Musiker Fela Kuti kombinierte in den 1970er Jahren Funk und Soul mit afrikanischer Musik. Dieser Stil wird als Afrobeat bezeichnet.

### Rock- und Metal-Crossover
Seit Mitte der 1970er begannen Rockbands wie Mother’s Finest, dieses Konzept zu erweitern, und entwickelten den Funk Rock. Anfang der 1980er Jahre rezipierten mehrere Rockbands den Funk und machten ihn bei einem weißen Publikum populär, so etwa die The Clash (Overpowered by Funk auf Combat Rock), Talking Heads (Remain in Light, Speaking in Tongues), Gang of Four und Level 42. Extreme, Jane’s Addiction, Fishbone, Dan Reed Network und die Red Hot Chili Peppers entwickelten den Funkrock bzw. Funk Metal, der später wegen der Erweiterung der Stile Crossover genannt wurde. Weitere Gründungsväter dieses Genres aus den 1990er Jahren sind Faith No More und Living Colour.

### Hip-Hop
Der ursprüngliche Hip-Hop, die sogenannte Old School der späten 1970er und frühen 1980er Jahre, enthält prinzipiell sehr viele Funk-Elemente, weil zur damaligen Zeit das Sampling bzw. Einspielen von Platte die Basis für den Toast des Rappers bildete. Der Funk mit seiner markanten Rhythmik bot sich für den Rap-Sprechgesang geradezu an. Nach dem juristischen Kampf der Musikindustrie gegen unlizenzierte Verwendung von Samples veränderte sich die Hip-Hop-Musik jedoch stark. Die Studios entwickelten eigene Beats oder machten sich sogar die Mühe, die gewünschten Parts selber einzuspielen, wobei sich allerdings eine breite Masse an mittelmäßigen Produktionen entwickelte. Heute gibt es wieder einige Künstler, die den Funk stärker betonen.
Ein stark am Funk orientierter Unterstil des Hip-Hop ist der G-Funk. Vertreter dieses Genres sind beispielsweise Eazy-E, Dr. Dre, Snoop Doggy Dogg, Above the Law, Tha Dogg Pound, The Dove Shack, Warren G und Nate Dogg.

### Electro Funk
Eine eigene Variante ist Electro Funk, der den Funk der Siebziger mit elektronischen Mitteln weiterführte und sich nur schwach gegenüber dem Electro abgrenzte, den der New Yorker Hip-Hop-DJ Afrika Bambaataa in den 1970er und vor allem den 1980er Jahren begründete, insbesondere mit seinem stilbildenden Hit Planet Rock (1982). Er ließ sich stark durch die deutsche Band Kraftwerk inspirieren.

## Wichtige Funk-Alben
- 1963 – James Brown: Live at the Apollo
- 1969 – Kool & the Gang: Kool & the Gang
- 1970 – Funkadelic: Free Your Mind … and Your Ass Will Follow
- 1971 – Isaac Hayes: Shaft
- 1971 – Sly & the Family Stone: There’s a Riot Goin’ On
- 1973 – Tower of Power: Tower of Power
- 1974 – Parliament: Up for the Down Stroke
- 1974 – Barry White: Can’t Get Enough
- 1976 – Johnny Guitar Watson: Ain’t That a Bitch
- 1977 – Earth, Wind and Fire: All ‘n’ All
- 1978 – Bootsy’s Rubber Band: Bootsy? Player of the Year
- 1979 – Mother’s Finest: LIVE
- 1983 – S.O.S. Band: On the Rise

## Bekannte Stücke
- 1965 – James Brown: Papa’s Got a Brand New Bag, I Got You (I Feel Good)
- 1969 – Sly & The Family Stone: I Want to Take You Higher
- 1970 – James Brown: Funky Drummer, Get Up (I Feel Like Being a) Sex Machine
- 1971 – Isaac Hayes: Theme from Shaft
- 1972 – James Brown: Get on the Good Foot
- 1973 – Kool & the Gang: Funky Stuff
- 1973 – Tower of Power: What is Hip?
- 1974 – Kool & the Gang: Jungle Boogie
- 1975 – Betty Davis: Nasty Gal
- 1975 – KC and the Sunshine Band: That’s the Way (I Like It)
- 1976 – Climax Blues Band: Couldn't Get It Right
- 1976 – Parliament: Give Up the Funk (Tear the Roof off the Sucker)
- 1976 – Bootsy Collins: I'd Rather Be With You
- 1976 – The Brothers Johnson: Get The Funk Out Ma Face
- 1977 – Parliament: Flash Light
- 1977 – Johnny Guitar Watson: A Real Mother for Ya
- 1978 – Funkadelic: One Nation Under a Groove
- 1978 – Earth, Wind and Fire: September
- 1979 – Rick James: Mary Jane
- 1979 – Michael Jackson: Don’t Stop ’Til You Get Enough
- 1980 – Slave: Watchin You
- 1980 – Con Funk Shun: Too Tight
- 1981 – Lakeside: Fantastic Voyage
- 1982 – Michael Jackson: - P.Y.T. (Pretty Young Thing)
- 1983 – The S. O. S. Band: Just Be Good To Me
- 1995 – Tower of Power: Diggin' on James Brown

## Hörbeispiel
Funk-Komposition von Kevin MacLeod: Hörbeispielⓘ Funkorama (incompetech.com)